# Zagróbki
Zagróbki – kolonia w Polsce położona w województwie łódzkim, w powiecie łęczyckim, w gminie Daszyna.
Prywatna wieś szlachecka, która od początku XVI w. wchodziła w skład zwartego klucza majątkowego rodziny Szamowskich h. Prus I.
W latach 1975–1998 miejscowość administracyjnie należała do województwa płockiego.
Wierni Kościoła rzymskokatolickiego należą do parafii św. Jana Chrzciciela w Mazewie, a wierni Kościoła Starokatolickiego Mariawitów do parafii św. Mateusza Apostoła i Ewangelisty i św. Rocha Wyznawcy w Nowej Sobótce.